# Marc Cordeau
 (décembre 2017).
Si vous disposez d'ouvrages ou d'articles de référence ou si vous connaissez des sites web de qualité traitant du thème abordé ici, merci de compléter l'article en donnant les références utiles à sa vérifiabilité et en les liant à la section « Notes et références ».
L'Honorable Marc Cordeau est né à Montréal le 11 juillet 1930 et mort le 19 juin 2013. Après des études en droit à l'Université McGill à Montréal, il a été reçu au Barreau du Québec en 1958. Il a pratiqué principalement en droit civil de 1958 à 1972.
En mai 1966, il fut nommé juge municipal de Ville de Jacques-Cartier. Cette Cour fut fusionnée à celle de Longueuil en 1969. C'est le 31 octobre 1972 que Me Cordeau fut nommé juge à la Cour du Québec à Montréal. Il fut alors nommé à titre de commissaire à la Commission d'enquête sur le crime organisé (Ceco). Il siégea à cette commission très médiatisée de 1972 à 1976. La CECO avait pour mandat, entre autres, de mettre en lumière les activités des groupes criminalisés au Québec.
Il siégea ensuite à la Chambre Civile de la Cour du Québec à Montréal de 1976 à 1988. Il fut juge coordonnateur de la Cour du Québec pour la Montérégie, avec assignation à Longueuil, de 1988 à 1992. Il retourne siéger à Montréal en 1992 jusqu'à sa retraite en octobre 1995.
Le juge Cordeau est un vétéran de la guerre de Corée où il a combattu comme lieutenant d'artillerie en 1952-1953. Il s'est marié en 1956 et a quatre enfants et quatre petits-enfants.